# Ormosia hispa
Ormosia hispa là một loài ruồi trong họ Limoniidae. Chúng phân bố ở miền Tân bắc.